# عمار رمضان
عمار رمضان عبد العزيز مِرِق (5 فبراير 1977 بالسودان - ) هو لاعب كرة قدم سوداني في مركز الدفاع. شارك مع منتخب السودان لكرة القدم. أما مع النوادي، فقد لعب مع نادي الهلال.

## الإنجازات

### الهلال
- الدوري السوداني الممتاز (6): 2003، 2004، 2005، 2006، 2007، 2009.
- كأس السودان (2): 2004، 2009.

## وصلات خارجية
- عمار رمضان مرق على موقع قاعدة بيانات كرة القدم.إي يو (الإنجليزية)
- عمار رمضان مرق على موقع ناشيونال فوتبول تيمز (الإنجليزية)